# Jeannie Pepper
Pour les articles homonymes, voir Pepper.
Jeannie Pepper (née le 9 juillet 1958 à Chicago dans l'Illinois) est une actrice pornographique.
Elle commence sa carrière en 1982 à l'âge de 24 ans et apparait dans plus de 200 films pornographiques.
Jeannie Pepper est entrée dans l'AVN Hall of Fame en 1997, et fut la première femme afro-américaine à être récompensée de la sorte. Elle entre par ailleurs au XRCO Hall of Fame en 2008.